# Huangni (köpinghuvudort i Kina, Jilin Sheng, lat 42,56, long 127,30)
Huangni är en köpinghuvudort i Kina. Den ligger i provinsen Jilin, i den nordöstra delen av landet, omkring 230 kilometer sydost om provinshuvudstaden Changchun. Antalet invånare är 5 998. Befolkningen består av 2 929 kvinnor och 3 069 män. Barn under 15 år utgör 15,0 %, vuxna 15-64 år 73 %, och äldre över 65 år 11,0 %.
Runt Huangni är det ganska glesbefolkat, med 48 invånare per kvadratkilometer. Närmaste större samhälle är Wanliang, 13,8 km söder om Huangni. I omgivningarna runt Huangni växer i huvudsak blandskog.
Genomsnittlig årsnederbörd är 1 150 millimeter. Den regnigaste månaden är juli, med i genomsnitt 267 mm nederbörd, och den torraste är januari, med 12 mm nederbörd.